# (13055) Kreppein
(13055) Kreppein (1990 TW12) – planetoida z pasa głównego asteroid okrążająca Słońce w ciągu 4,41 lat w średniej odległości 2,69 j.a. Odkryta 14 października 1990 roku.